# Курненін Юрій Анатолійович
Юрій Анатолійович Курненін (рос. Юрий Анатольевич Курненин/біл. Юрый Анатолевіч Курненін; нар. 14 червня 1954, Орєхово-Зуєво, РРФСР — пом. 30 липня 2009, Мінськ, Білоруська РСР) — радянський футболіст та білоруський тренер російського походження. Виступав на декількох позицій — крайній нападник, лівий півзахисник та захисник. Майстер спорту СРСР.

## Кар'єра гравця
Вихованець футбольної школи «Знамя Труда», з 1972 року виступав за московське «Динамо». Дебютував у складі першої команди 12 липня 1973 року у кубковому матчі проти одеського «Чорноморця». 7 жовтня того ж року відзначився першим голом у дорослом футболу, у поєдинку чемпіонату СРСР проти «Арарату» (Єреван). У 1976 році перейшов до мінського «Динамо», де грав до завершення кар'єри в 1987 році. У 1983-1984 роках був капітаном мінської команди. У 1982 році в складі «Динамо» став чемпіоном СРСР, а згодом, у 1983 році, забив перший м'яч білоруських клубів у єврокубках (проти швейцарського «Грассгоппера»).
Тричі (1982, 1983, 1984) входив до списку 33 найкращих футболістів СРСР.

## Кар'єра тренера
У 1983 році закінчив БДІФК. У 1989 році почав тренувати. Очолював вітебський КІМ, брестейське «Динамо». Останній з вище вказаних клубів привів до бронзових нагород білоруського чемпіонату 1992 року. Пізніше працював у російському «Самотлорі», у 1996 році очолив збірну Сирії.
У 1999 році повернувся до Білорусі, тренував мінське «Динамо» та солігорський «Шахтар». У 2003 році увійшов до тренерського штабу збірної Білорусі, де допомагав своєму колишньому одноклубникові по «Динамо» Анатолію Байдачному.
У лютому 2006 року очолив молодіжну збірну Білорусі. Він вивів її до фінальної стадії молодіжного чемпіонату Європи 2009 року.
Помер 30 липня 2009 року уві сні.

## Стиль гри
Швидкий, енергійний, ініціативний, вирізнявся високими вольовими та лідерськими якостями. Добре володів обведенням і дриблінгом, мав відмінний удар з лівої ноги, чудово вміючи реалізовувати штрафні удари.

## Досягнення

### Як гравця
- Вища ліга СРСР
  -  Чемпіон (1): 1982
  -  Бронзовий призер (2): 1975, 1983

### Як тренера
- Білоруська футбольна вища ліга
  -  Бронзовий призер (1): 1992